# Azores Challenger 1990
L'Azores Challenger 1990 è stato un torneo di tennis facente parte della categoria ATP Challenger Series nell'ambito dell'ATP Challenger Series 1990. Il torneo si è giocato a Azores in Portogallo dal 10 al 16 settembre 1990 su campi in cemento.

## Vincitori

### Singolare
Francisco Roig ha battuto in finale  Chris Pridham con il punteggio di 6–3, 2–6, 6–4

### Doppio
Brent Haygarth /  Scott Patridge hanno battuto in finale  Andrew Castle /  Nduka Odizor con il punteggio di 6–7, 7–6, 6–3